# Alix d'Anethan
Alix Apolline Louise barones d'Anethan (Brussel, 12 november 1848 - Parijs, 11 juni 1921) was een Belgisch kunstschilder.
Alix, ook: Alice, d'Anethan was de dochter van Auguste baron d'Anethan (1805-1860), page en ambtenaar bij het Kabinet des Konings van Willem I der Nederlanden, en Louise Sylvie Artan (1812-1885). Zij was verwant aan de schilder Louis Artan. D'Anethan verhuisde naar Parijs, waar ze bij een oom verbleef. Ze studeerde bij de schilders Alfred Stevens, Emile Wauters en Pierre Puvis de Chavannes. D'Anethan schilderde een aantal opmerkelijke muurschilderingen, waaronder één voor de kapel in het Hôpital Cochin in Parijs en drie voor een kerk in Boffres. Ze nam deel aan voorstellingen in Brussel, Antwerpen en Parijs. D'Anethan was lid van een groep vrouwelijke schilders in Brussel die bekend staat als de Cercle des femmes peintres..
Ze stierf in Parijs, in het zevende arrondissement, op de leeftijd van 72 jaar.
Haar werk is opgenomen in de collecties van de musea van Doornik, Brussel, Gent en Antwerpen, alsook in het stadhuis van Brugge.
- Bibliothèque nationale de France: cb149790168 (data)
- Gemeinsame Normdatei: 1139508776
- International Standard Name Identifier: 0000 0003 6723 7953
- RKD-Nederlands Instituut voor Kunstgeschiedenis: 1838
- Système universitaire de documentation: 187486670
- Union List of Artist Names: 500086654
- Virtual International Authority File: 231019517
- WorldCat: E39PBJdGPBMmT6YQBr7tMXQDv3